# 日和佐城
日和佐城（ひわさじょう）は、徳島県海部郡美波町にあった日本の城跡。別名は「渭津城」。

## 概要
室町時代に日和佐肥前守が築城したという説があるが、日和佐城についての史料があまり残っていない為、この城については不明な点が非常に多い。
城主だった日和佐氏は、1577年11月17日に長宗我部氏の海部進攻の主将香宗我部親泰の起請文をうけて降伏し、その後は臣従し土佐に移り住んだ。
しかし蜂須賀氏が阿波を治めるようになると、阿波藩藩主、蜂須賀家政に帰住をすすめられ、また阿波に帰り、石高50石を知行する士分に取り立てられたという。

## 遺構
現在城跡とされる城山には、模擬天守が構築されており、日和佐勤労者野外活動施設として利用されていた。もちろん、当時の建物を再現したものではない。石垣も当時の遺構を利用したものではなく、建造当時の遺構と言えるものはほとんど見当たらない。

## 交通
- JR牟岐線「日和佐駅」から徒歩で約20分。

## 周辺
- 薬王寺 (徳島県美波町)
- 日和佐うみがめ博物館カレッタ
- 大浜海岸